# Zine El Abidine Ben Ali
Zine el-Abidine Ben Ali (n. 3 septembrie 1936, Hammam Sousse, Guvernoratul Sousse, Tunisia – d. 19 septembrie 2019, Jeddah, Arabia Saudită) a fost al doilea președinte al Tunisiei din 7 noiembrie 1987 până în 14 ianuarie 2011.
La data de 14 ianuarie 2011 s-a refugiat în Arabia Saudită, unde a primit azil politic.
A fost șef al partidului Adunarea Constituțională Democratică.

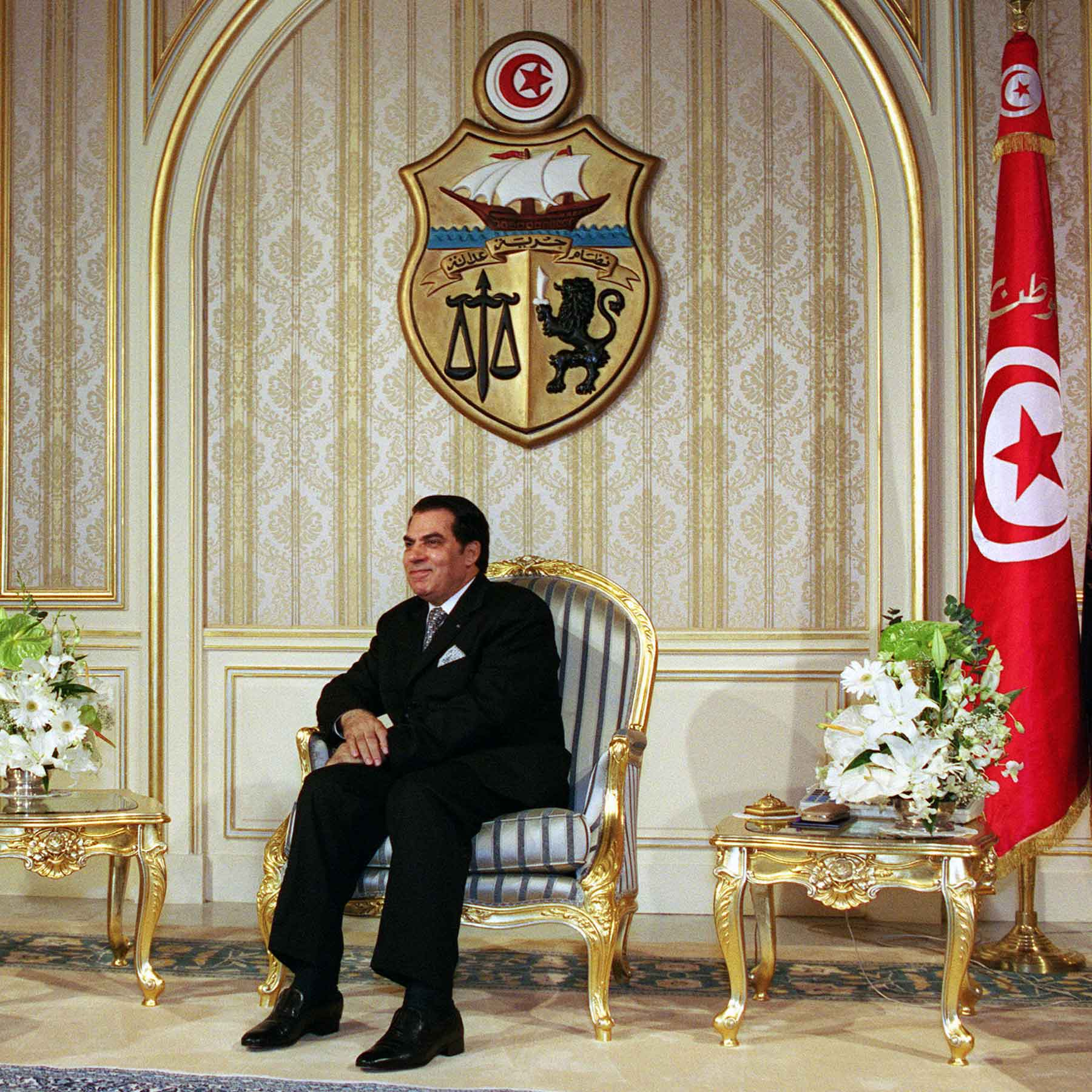
Ben Ali